# Spiritual Garden
「Spiritual Garden」（スピリチュアル・ガーデン）は、田村ゆかりの9枚目のシングル。2005年10月26日にKONAMIから発売された。

## 解説
初回限定盤は、シングルでは初めてとなるデジパック仕様である。
表題曲「Spiritual Garden」はPVが制作されている。これは5作目のオリジナルアルバム「銀の旋律、記憶の水音。」の初回版に封入されている応募券を、2作目のライブDVD『田村ゆかり *Cutie・Cutie Concert* 2005』付属の専用応募ハガキに貼って期間内に送ると、応募者全員に貰えたスペシャルDVDに収録されている。なお、一般に発売されている映像作品には収録されていない。
「Spiritual Garden」の略称は、田村ゆかり本人曰く「すぴが」ではなく「すぴちゅあ」である。

## 収録曲
1. Spiritual Garden [3:27][1]
作詞：三井ゆきこ、作曲・編曲：太田雅友
テレビアニメ『魔法少女リリカルなのはA's』エンディングテーマ
2. Cutie♡Cutie [4:59][1]
作詞：ふじのマナミ、作曲・編曲：橋本由香利
  - 文化放送系ラジオ『田村ゆかりのいたずら黒うさぎ』オープニングテーマ（2005年10月 - 2006年4月）
3. Traveling with a sheep [4:51][1]
作詞：ucio、作曲・編曲：柘植敏道
  - 文化放送系ラジオ『田村ゆかりのいたずら黒うさぎ』エンディングテーマ（2005年10月〜2006年4月）